# Philip Weilbach

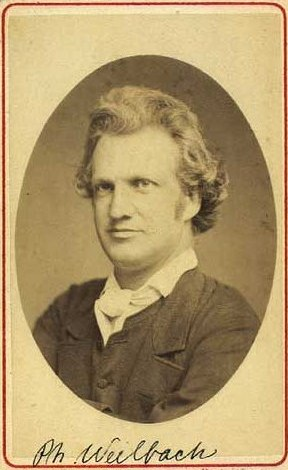
Philip Weilbach

Philip Weilbach (geboren am 5. August 1834 in Usserød; gestorben am 22. November 1900 in Kopenhagen) war ein dänischer Akademiesekretär, Bibliothekar und Kunsthistoriker.

## Leben
Weilbach war der Sohn des Fabrikanten und Justizrats Johan Philip Weilbach (* 1786, † 1856) und dessen Frau Martha Chrestence (geborene Muus, * 1794, † 1866). Nach dem Abschluss seines Studiums der Philosophie, Ästhetik und Kunstgeschichte an der Borgerdydskole in Christianshavn im Jahr 1852 (ohne Abschlussprüfung) betrieb er kunsthistorische Studien und verfasste Artikel für Zeitschriften und Journale. Er widmete sich zudem der Dichtkunst und veröffentlichte 1855 eine Gedichtsammlung mit dem Titel Anakreontea – Lyriske Digte. Er vertiefte sein Studium der Kunstgeschichte, wobei er durch Niels Laurits Høyens Wirken beeinflusst wurde. Von Februar 1860 bis Juli 1862 hielt er sich in Rom auf, wo er als Sekretär des dänischen Konsuls Johan Bravo tätig war. Bei einem Aufenthalt in Florenz fertigte er 1862 eine Studie über Lorenzo Ghiberti an. 1872 veröffentlichte er eine Schrift über das Leben und Wirken des Malers Christoffer Wilhelm Eckersberg. Für den 1868 verstorbenen Herman Wilhelm Bissen verfasste er 1898 eine Erinnerungsschrift (zum Andenken an dessen Wirken für die Förderung der öffentlichen Bildung). Auch für den 1870 verstorbenen Niels Laurits Høyen fertigte er zu dessen 100. Geburtstag eine Gedenkschrift.
Von 1871 bis 1879 übersetzte er gemeinsam mit Edvard Holm die Allgemeine Weltgeschichte des Cesare Cantù. Bekannt wurde er für das Dansk Kunstnerlexikon (Titel von 1877 bis 1878). Die zweite, erweiterte Auflage erschien von 1896 bis 1897 unter dem Titel Nyt dansk kunstnerlexikon. Zusätzlich zu diesen Werken verfasste Weilbach zahlreiche Artikel für andere Nachschlagewerke, unter anderem für das Nordisk Konversationslexikon, Dansk biografisk leksikon, Illustreret Tidende oder Den danske Arkitektforenings Meddelelser.
Später unternahm er kleinere Reisen nach Deutschland, England, Frankreich, Italien und Schweden. Von 1883 bis zu seinem Tod war er als Nachfolger von Julius Lange (1838–1896) als Bibliothekar und Sekretär der Akademie der bildenden Künste tätig. 1892 wurde er zum Ritter des Dannebrogordens ernannt.
Weilbach war zweimal verheiratet:
- 11. Dezember 1860 in Rom mit Cécilie Adolfine (geborene Ammitzbøll, 30. Mai 1826 – 18. Oktober 1883)[3]
- 19. März 1886 mit Emma Emilie Frederikke (geborene Dreyer, 14. Januar 1851 – 24. März 1900).[4]

Auf Wunsch von Weilbachs Sohn Frederik Weilbach (28. August 1863 – 4. Dezember 1937) wurde in den Jahren 1947 bis 1952 von Merete Bodelsen und Povl Engelstoft eine neue Ausgabe des Lexikons unter dem Titel Weilbachs Kunstnerleksikon Band I–III herausgegeben. Bereits 1917 hatte Frederik Weilbach sich für eine Neuauflage eingesetzt. Gemeinsam mit Otto Andrup und Peter Hertz, später kam noch Sigurd Schultz hinzu, bildeten sie ein Komitee, das bei dem Vorhaben von der Carlsberg-Stiftung unterstützt wurde. Bis 1931 stellten sie Materialien für die Neuauflage zusammen, die erst nach dem Tod Frederik Weilbachs veröffentlicht wurde.

## Schriften (Auswahl)
- Anakreontea: Lyriske Digte. Kopenhagen 1855, OCLC 473455366 (dänisch).
- Dramatiske Digte. F. H. Eibe, Kopenhagen 1855, OCLC 41629268 (dänisch).
- Den Ensomme. In: Nordisk universitets-tidskrift (= Fjerde Aargangs tredie Hefte). Kopenhagen 1858, S. 33–49 (dänisch, runeberg.org – Rezension).
- De berømte Broncedøre for Hovedindgangen til Baptisteriet i Florens, udførte af Lorenzo Ghiberti. Kopenhagen 1862, OCLC 874445328 (dänisch).
- Konst og æsthetik: Historiske og kritiske bidrag. G. E. C. Gad Forlag, Kopenhagen 1870 (archive.org).
- Maleren C. V. Eckersbergs Levned og Værker. Kopenhagen 1872, OCLC 472202171 (dänisch).
- Dansk Kunstnerlexikon. A. F. Høst & Søn, Kopenhagen 1877, OCLC 472541247 (dänisch).
- Nyt Dansk kunstnerlexikon. 2., erweiterte Auflage. Gyldendal, Kopenhagen 1896, OCLC 313776617 (dänisch).
- H. V. Bissen: Et Mindeskrift. Kopenhagen 1898, OCLC 462475535 (dänisch).
- N. L. Höyen paa 100 aarsdagen for hans fødsel. Kopenhagen 1898, OCLC 488061902 (dänisch, mit Jacob Helms).